# Seven de Malasia 2002
El Seven de Malasia de 2002 fue la segunda edición del torneo de rugby 7, fue el noveno torneo de la temporada 2001-02 de la Serie Mundial Masculina de Rugby 7.
Se disputó en las instalaciones del Estadio Petaling Jaya de Kuala Lumpur.

## Fase de grupos

### Grupo A
| Equipo        | Encuentros | Encuentros | Encuentros | Encuentros | Tantos  | Tantos    | Tantos     | Puntos |
| Equipo        | jugados    | ganados    | empatados  | perdidos   | a favor | en contra | diferencia | Puntos |
| ------------- | ---------- | ---------- | ---------- | ---------- | ------- | --------- | ---------- | ------ |
| Nueva Zelanda | 3          | 3          | 0          | 0          | 105     | 10        | 95         | 9      |
| Gales         | 3          | 2          | 0          | 1          | 69      | 36        | 33         | 7      |
| Canadá        | 3          | 1          | 0          | 2          | 36      | 64        | -28        | 5      |
| Malasia       | 3          | 0          | 0          | 3          | 10      | 110       | -100       | 3      |

Nota: Se otorgan 3 puntos al equipo que gane un partido, 2 al que empate y 1 al que pierda

### Grupo B
| Equipo   | Encuentros | Encuentros | Encuentros | Encuentros | Tantos  | Tantos    | Tantos     | Puntos |
| Equipo   | jugados    | ganados    | empatados  | perdidos   | a favor | en contra | diferencia | Puntos |
| -------- | ---------- | ---------- | ---------- | ---------- | ------- | --------- | ---------- | ------ |
| Fiyi     | 3          | 3          | 0          | 0          | 96      | 7         | 89         | 9      |
| Samoa    | 3          | 1          | 1          | 1          | 78      | 36        | 42         | 6      |
| Escocia  | 3          | 1          | 1          | 1          | 45      | 36        | 9          | 6      |
| Singapur | 3          | 0          | 0          | 3          | 0       | 140       | -140       | 3      |

### Grupo C
| Equipo        | Encuentros | Encuentros | Encuentros | Encuentros | Tantos  | Tantos    | Tantos     | Puntos |
| Equipo        | jugados    | ganados    | empatados  | perdidos   | a favor | en contra | diferencia | Puntos |
| ------------- | ---------- | ---------- | ---------- | ---------- | ------- | --------- | ---------- | ------ |
| Sudáfrica     | 3          | 3          | 0          | 0          | 84      | 17        | 67         | 9      |
| Argentina     | 3          | 2          | 0          | 1          | 72      | 24        | 48         | 7      |
| China Taipéi  | 3          | 1          | 0          | 2          | 38      | 88        | -50        | 5      |
| Corea del Sur | 3          | 0          | 0          | 3          | 22      | 87        | -65        | 3      |

### Grupo D
| Equipo     | Encuentros | Encuentros | Encuentros | Encuentros | Tantos  | Tantos    | Tantos     | Puntos |
| Equipo     | jugados    | ganados    | empatados  | perdidos   | a favor | en contra | diferencia | Puntos |
| ---------- | ---------- | ---------- | ---------- | ---------- | ------- | --------- | ---------- | ------ |
| Australia  | 3          | 3          | 0          | 0          | 80      | 19        | 61         | 9      |
| Inglaterra | 3          | 2          | 0          | 1          | 72      | 14        | 58         | 7      |
| Japón      | 3          | 1          | 0          | 2          | 38      | 62        | -24        | 5      |
| Tailandia  | 3          | 0          | 0          | 3          | 10      | 105       | -95        | 3      |

## Fase Final

### Cuartos de final
| 28 de abril | Nueva Zelanda | 12 - 0 | Samoa |  |  |

| 28 de abril | Australia | 17 - 7 | Argentina |  |  |

| 28 de abril | Sudáfrica | 19 - 0 | Inglaterra |  |  |

| 28 de abril | Fiyi | 14 - 12 | Gales |  |  |

### Semifinal
| 28 de abril | Nueva Zelanda | 19 - 14 | Australia |  |  |

| 28 de abril | Sudáfrica | 15 - 10 | Fiyi |  |  |

### Final
| 28 de abril | Nueva Zelanda | 29 - 5 | Sudáfrica |  |  |

| Bandera de Nueva Zelanda |
| Campeón Nueva Zelanda    |
| 5º título del circuito   |